# Dicranomyia (Dicranomyia) recurvistyla
Dicranomyia (Dicranomyia) recurvistyla is een tweevleugelige uit de familie steltmuggen (Limoniidae). De soort komt voor in het Oriëntaals gebied.